# Pauridia minuta
Pauridia minuta är en enhjärtbladig växtart som först beskrevs av Carl von Linné d.y., och fick sitt nu gällande namn av Théophile Alexis Durand och Schinz. Pauridia minuta ingår i släktet Pauridia och familjen Hypoxidaceae. Inga underarter finns listade i Catalogue of Life.